# Eden
 Ovo je glavno značenje pojma Eden. Za druga značenja pogledajte Eden (razdvojba).
Eden se prvi put spominje u Bibliji, u Knjizi Postanka. U hebrejskom jeziku ova riječ ima dva značenja: eden - sreća, zadovoljstvo, užitak; Eden - kraj u sjeverozapadnoj Mezopotamiji. 

## Eden - rajski vrt
Prvobitno značenje riječi “Eden” odnosi se na rajski vrt. Eden je geografski naziv za područje kojemu se ne može odrediti položaj, a mogao je označavati stepu. U sumerskom jeziku riječ edin prevodi se kao pustinjska oaza. U hrvatskom Eden se prevodi kao raj, u perzijskom pardes, a u grčkom paradeisos.
Prema Bibliji, Eden je rajski vrt, raj zemaljski, tj. vrt na istoku kojega je zasadio Bog te su iz zemlje u njemu nikla svakovrsna stabla, među njima stablo života i stablo spoznaje dobra i zla. U Edenu je izvirala rijeka koja je natapala to područje i granala se u četiri kraka: Pišon, Gihon, Tigris i Eufrat. Bog je postavio čovjeka u edenski vrt da ga obrađuje i čuva. Nakon što su prvi ljudi, Adam i Eva, počinili grijeh, Bog ih je istjerao istočno od toga vrta. U Starom zavjetu Eden se koristi kao sinonim za Božji vrt gdje ljude čeka velika sreća i blaženstvo (usp. Sir 24,31; Ez 28,13; Iz 51,3; Jl 2,3). Pojam raskošnog vrta razvio se nakon babilonskoga sužanjstva povezujući se s iranskim apstraktnim shvaćanjem raja kao boravišta pravednika. Ovakvo shvaćanje raja preuzelo je kršćanstvo.

## Eden - kraj u sjeverozapadnoj Mezopotamiji
Drugo značenje riječi “Eden” odnosi se na geografsko ime kraja u sjeverozapadnoj Mezopotamiji. Asirci su to područje, koje se nalazi oko izvora rijeke Tigrisa nazvali Bit Adini. U Bibliji se navodi kako Asirci spominju da su uspjeli pokoriti Edence (usp. 2 Kr 19,12; Iz 37,12), a o njihovom pokorenju govori i prorok Amos (usp. Am 1,5). Na drugom mjestu u Bibliji se također spominju stanovnici Edena kao trgovci koji su donosili svoje proizvode na sajmove u Tiru.